# کلوت (فیلم)
کلوت (به انگلیسی: Klute) فیلمی ۱۱۴ دقیقه‌ای به کارگردانی آلن جی پاکولا با بازی جین فوندا است.